# Kompendijum invazivnih vrsta
Kompendijum invazivnih vrsta (Invasive Species Compendium, ISC) je referentni onlajn rad otvorenog pristupa koji pokriva prepoznavanje, biologiju, distribuciju, uticaj i upravljanje invazivnim biljkama i životinjama, koji proizvodi CAB International zajedno sa međunarodnim konzorcijumom. Sastoji se od recenziranih tabela podataka, slika i mapa, bibliografske baze podataka i članaka u punom tekstu. Nove tabele podataka, setovi podataka i naučna literatura se dodaju svake nedelje. ISC je finansiran od strane raznolikog međunarodnog konzorcijuma vladinih službi, nevladinih organizacija i privatnih kompanija.

## Pokriće
Zbirka invazivnih vrsta trenutno pokriva preko 1.500 vrsta sa preko 7.000 osnovnih sažetih tabela podataka i 1.500 detaljnih tabela podataka. Pored toga, ova zbirka pruža pristup do preko 1.100 članaka u punom tekstu (u PDF formatu) i 75.000 sažetaka članaka.

## Spoljašnje veze
- Zvanični veb-sajt